# Shackleton Energy Company
Shackleton Energy Company és una empresa creada el 2007 a Del Valle, Texas (EUA) per construir equips i tecnologies necessàries per la mineria de la Lluna. Shackleton Energy va ser filial de Piedra-Sombra Corporation fins al març de 2011, quan va ser incorporada com una corporació independent a l'Estat de Texas.